# Економічне планування
Економічне планування — це система розподілу ресурсів, при якій уряд приймає економічні рішення на основі економічного плану. Планування — це механізм розподілу ресурсів між організаціями та всередині них, протиставлений ринковому механізму. Як механізм розподілу для соціалізму, економічне планування замінює ринки факторів процедурою прямого розподілу ресурсів у взаємопов'язаній групі соціальних організацій, що складають виробничий апарат економіки.
Існують різні форми економічного планування, які варіюються залежно від їх конкретних процедур та підходу. Рівень централізації або децентралізації у процесі прийняття рішень залежить від конкретного типу застосовуваного механізму планування. Крім того, можна розрізнити централізоване планування та децентралізоване планування. Економіка, в першу чергу заснована на плануванні, називається плановою економікою. У централізовано-плановій економіці розподіл ресурсів визначається комплексним виробничим планом, який визначає вимоги до випуску продукції. Планування може також мати форму орієнтовного планування в ринковій економіці, де держава використовує ринкові інструменти для спонукання незалежних фірм до досягнення цілей розвитку.

## У соціалізмі
Можна розрізнити фізичне планування (як у чистому соціалізмі) та фінансове планування (як це практикується урядами та приватними фірмами в умовах капіталізму). Фізичне планування передбачає економічне планування та координацію, що проводиться з точки зору розподілених фізичних одиниць, тоді як фінансове планування передбачає плани, сформульовані з точки зору фінансових одиниць.
Різні форми економічного планування були представлені в різних моделях соціалізму. Вони варіюються від систем децентралізованого планування, які базуються на колективному прийнятті рішень та дезагрегованої інформації, до централізованих систем планування, що проводяться технічними експертами, які використовують зведену інформацію для формулювання виробничих планів. У повністю розвиненій соціалістичній економіці інженери та технічні спеціалісти, які контролюються або призначаються демократичним шляхом, координуватимуть економіку з точки зору фізичних одиниць без потреби та використання для фінансових розрахунків. Економіка Радянського Союзу так і не досягла цієї стадії розвитку, тому планувала свою економіку у фінансовому вираженні протягом усього періоду свого існування. Тим не менше, було розроблено ряд альтернативних показників для оцінки результатів діяльності нефінансових економік з точки зору фізичного випуску (тобто чистого матеріального продукту проти валового внутрішнього продукту).
Загалом, різні моделі соціалістичного економічного планування, такі як соціалістичний спосіб виробництва, існують як теоретичні конструкції, які не реалізовані повною мірою жодною економікою, частково тому, що вони залежать від значних змін у глобальному масштабі. У контексті основної економіки та галузі порівняльних економічних систем соціалістичне планування зазвичай відноситься до командної економіки радянського зразка, незалежно від того, чи ця економічна система насправді являла собою тип соціалізму чи державного капіталізму чи третю, несоціалістичну і некапіталістичний тип системи.
У деяких моделях соціалізму економічне планування повністю замінює ринковий механізм, нібито роблячи грошові відносини та систему цін застарілими. В інших моделях планування використовується як доповнення до ринків.

## У капіталізмі

### Внутрішньофірмове та внутрішньогалузеве планування
Великі корпорації використовують планування для внутрішнього розподілу ресурсів між своїми підрозділами та дочірніми компаніями. Багато сучасних фірм також використовують регресійний аналіз для вимірювання ринкового попиту з метою коригування цін та прийняття рішення про оптимальну кількість продукції, що поставляється. Плановане застарівання часто називають формою економічного планування, яке використовується великими фірмами для збільшення попиту на майбутню продукцію шляхом свідомого обмеження тривалості експлуатації своєї продукції. Таким чином, внутрішні структури корпорацій описуються як централізовані командні економіки, що використовують як планування, так і ієрархічну організацію та управління.
За словами Дж. Бредфорда ДеЛонга, багато операцій у західних економіках не проходять через щось, що нагадує ринок, а насправді це фактично рух вартості між різними галузями та підрозділами всередині корпорацій, компаній та агентств. Крім того, велика частина економічної діяльності централізовано планується менеджерами у фірмах у формі планування виробництва та управління маркетингом (що споживчий попит оцінюється, цільовий і включається в загальний план фірми) та у формі планування виробництва.
У «Новій індустріальній державі» американський економіст Джон Кеннет Гелбрейт зазначив, що великі фірми управляють як цінами, так і споживчим попитом на свою продукцію за допомогою складних статистичних методів. Галбрейт також зазначив, що через дедалі складніший характер технологій та спеціалізацію знань менеджмент стає все більш спеціалізованим та бюрократизованим. Внутрішні структури корпорацій та компаній були перетворені на те, що він назвав «технологічною структурою». Його спеціалізовані групи та комітети є основними особами, що приймають рішення, а спеціалізовані менеджери, директори та фінансові радники працюють за офіційними бюрократичними процедурами, замінюючи роль індивідуального підприємця та внутрішнє підприємництво. Галбрейт заявив, що як застаріле поняття підприємницького капіталізму, так і демократичний соціалізм (який визначається як демократичне управління) є неможливими організаційними формами управління сучасною промисловою системою. Йозеф Шумпетер, економіст, пов'язаний як з Австрійською школою, так і з інституційною школою економіки, стверджував, що мінливий характер економічної діяльності (зокрема, зростаюча бюрократизація та спеціалізація, необхідні у виробництві та управлінні), є основною причиною капіталізму, який з часом переростає в соціалізм. Роль бізнесмена набувала все більш бюрократичного характеру, а конкретні функції фірми вимагали дедалі більш спеціалізованих знань, які державні службовці могли б надати так само легко на державних підприємствах.
У першій книзі Das Kapital Карл Маркс визначив процес накопичення капіталу центральним для закону руху капіталізму. Збільшення промислових потужностей, спричинене збільшенням віддачі від масштабу, ще більше соціалізує виробництво. З часом капіталізм соціалізує працю та виробництво до такої міри, що традиційні уявлення про приватну власність і товарне виробництво стають дедалі недостатніми для подальшого розширення виробничих можливостей суспільства, що обумовлює необхідність виникнення соціалістичної економіки, в якій засоби виробництва знаходяться у соціальній власності та надлишкову вартість контролює робоча сила. Багато соціалістів розглядали ці тенденції, зокрема зростаючу тенденцію до економічного планування в капіталістичних фірмах, як свідчення зростаючого застаріння капіталізму та непридатності таких ідеалів, як досконала конкуренція в економіці, причому наступним етапом еволюції було застосування економіки в усьому суспільстві планування.

### Планування розвитку держави
Державне планування розвитку або національне планування передбачає макроекономічну політику та фінансове планування, що проводяться урядами для стабілізації ринку або сприяння економічному зростанню в ринкових економіках. Це передбачає використання монетарної політики, промислової політики та фіскальної політики для спрямування ринку на цільові результати. Промислова політика включає в себе урядові заходи, «спрямовані на підвищення конкурентоспроможності та можливостей вітчизняних фірм та сприяння структурним перетворенням».
На відміну від соціалістичного планування, державне планування розвитку не замінює ринковий механізм і не виключає використання грошей у виробництві. Це стосується лише приватних та державних фірм у стратегічних секторах економіки і прагне координувати свою діяльність за допомогою непрямих засобів та ринкових стимулів (таких як податкові пільги чи субсидії).

## Планування у світі
Хоча економічне планування в основному пов'язане з соціалізмом та Радянським Союзом та Східним блоком, зокрема його адміністративно-командною системою, державне планування економіки може також відбуватися в рамках інших політичних філософій для індустріалізації та модернізації економіки. Інша форма планової економіки функціонувала в Індії в епоху Перміт-Раджа з 1947 по 1990 рік. Незвично великий державний сектор у таких країнах, як Саудівська Аравія, означає, що, хоча ринок існує, центральне державне планування контролює розподіл більшості економічних ресурсів. У Сполучених Штатах уряд тимчасово захопив значну частину економіки під час Першої та Другої світових воєн, що призвело до в основному запланованої державою військової економіки.

### Радянський Союз
Радянський Союз був першим національним господарством, яке спробувало економічне планування як заміну розподілу факторів на ринку. Економічне планування радянського типу сформувалося в 30-х роках і в основному залишалося незмінним, незважаючи на м'які реформи, аж до розпаду Радянського Союзу. Радянське економічне планування було централізоване та організоване ієрархічно, а державне агентство планування, таке як Держплан, встановлювало цільові показники зростання, а Держава розподіляла факторні вкладення на підприємства та економічні одиниці по всій національній економіці. Національний план було розбито різними міністерствами, які, в свою чергу, використовували план для формулювання директив для місцевих економічних одиниць, які їх виконували. У системі використовувалося планування матеріального балансу. Економічна інформація, включаючи споживчий попит та потреби підприємств у ресурсах, була узагальнена для збалансування пропозиції з наявних запасів ресурсів, а попит базувався на потребах для окремих економічних одиниць та підприємств через систему ітерацій.
Економіка Радянського Союзу діяла централізовано та ієрархічно. У процесі використовувались директиви, які видавались організаціям нижчого рівня. Таким чином, радянську економічну модель часто називали командною економікою або адміністративною економікою, оскільки планові директиви забезпечувались стимулами у вертикальній структурі влади, а фактичне планування мало функціональної ролі у розподілі ресурсів. Через труднощі своєчасної передачі інформації та розповсюдження інформації на попит у всій економіці, адміністративні механізми прийняття рішень та розподілу ресурсів відігравали домінантну роль у розподілі фактористів, на відміну від планування.

### Сполучені Штати
США використовували економічне планування під час Першої світової війни. Федеральний уряд доповнив систему цін централізованим розподілом ресурсів і створив низку нових відомств, спрямованих на керівництво важливими галузями економіки, зокрема Управлінням харчових продуктів, Управлінням палива, Залізничним управлінням та Управлінням військових галузей промисловості. [20] Під час Другої світової війни економіка зазнала приголомшливого зростання за аналогічної системи планування. У післявоєнний період уряди Сполучених Штатів застосовували такі заходи, як Програма економічної стабілізації, для безпосереднього втручання в економіку, контролюючи ціни та заробітну плату, серед іншого в різних секторах економіки.
З початку «холодної війни» федеральний уряд спрямував значні обсяги інвестицій та фінансування на дослідження та розробки (НДДКР), часто спочатку через Міністерство оборони США. Уряд виконує 50 % усіх НДДКР у Сполучених Штатах, динамічний державний сектор, що розвиває більшу частину технологій, що згодом стає основою економіки приватного сектору. Ноам Чомскі називав економічну модель США формою державного капіталізму. Приклади включають лазерні технології, Інтернет, нанотехнології, телекомунікації та комп'ютери, причому більшість основних досліджень та комерціалізація за течією фінансується державним сектором. Це включає дослідження в інших галузях, включаючи охорону здоров'я та енергетику, при цьому 75 % найбільш інноваційних препаратів фінансується через Національний інститут охорони здоров'я.